# Garwoliński
Garwoliński là một huyện thuộc tỉnh Mazowieckie của Ba Lan. Huyện có diện tích 1285 km². Đến ngày 1 tháng 1 năm 2011, dân số của huyện là 107061 người và mật độ 83 người/km².